# Kathavai, Sorab
Kathavai là một làng thuộc tehsil Sorab, huyện Shimoga, bang Karnataka, Ấn Độ.